# Le Doré
Le Doré est un village aujourd'hui intégré à la commune française du Puiset-Doré, situé dans le département de Maine-et-Loire et dont l'étendue correspond à une ancienne paroisse unie à celle du Puiset dès le XIIe siècle.

## Géographie
Sa frontière ouest constituée par la Divatte, affluent de la Loire qui prend sa source sur le territoire de la commune du Puiset-Doré, fait que celle-ci est limitrophe du département de la Loire-Atlantique.